# إبرسباخ-نويغرسدورف
ابرسباخ نويغرسدورف (بالألمانية: Ebersbach-Neugersdorf) هي بلدة ألمانية تقع في ألمانيا في ساكسونيا. يقدر عدد سكانها بـ 14,086 نسمة .

## المدن التوأمة
مدن Bourg-lès-Valence، إبرسباخ آن در فيلز، Gründau، Jiříkov و Krapkowice هي مدن توأمة لـابرسباخ نويغرسدورف.